# Voxtrup
Voxtrup ist ein Stadtteil im Südosten von Osnabrück mit 7254 Einwohnern (12/2022), die sich auf 10,91 km² Fläche verteilen. In Voxtrup befinden sich die ev.-luth. Margaretenkirche und die kath. St.-Antonius-Kirche.

## Geschichte

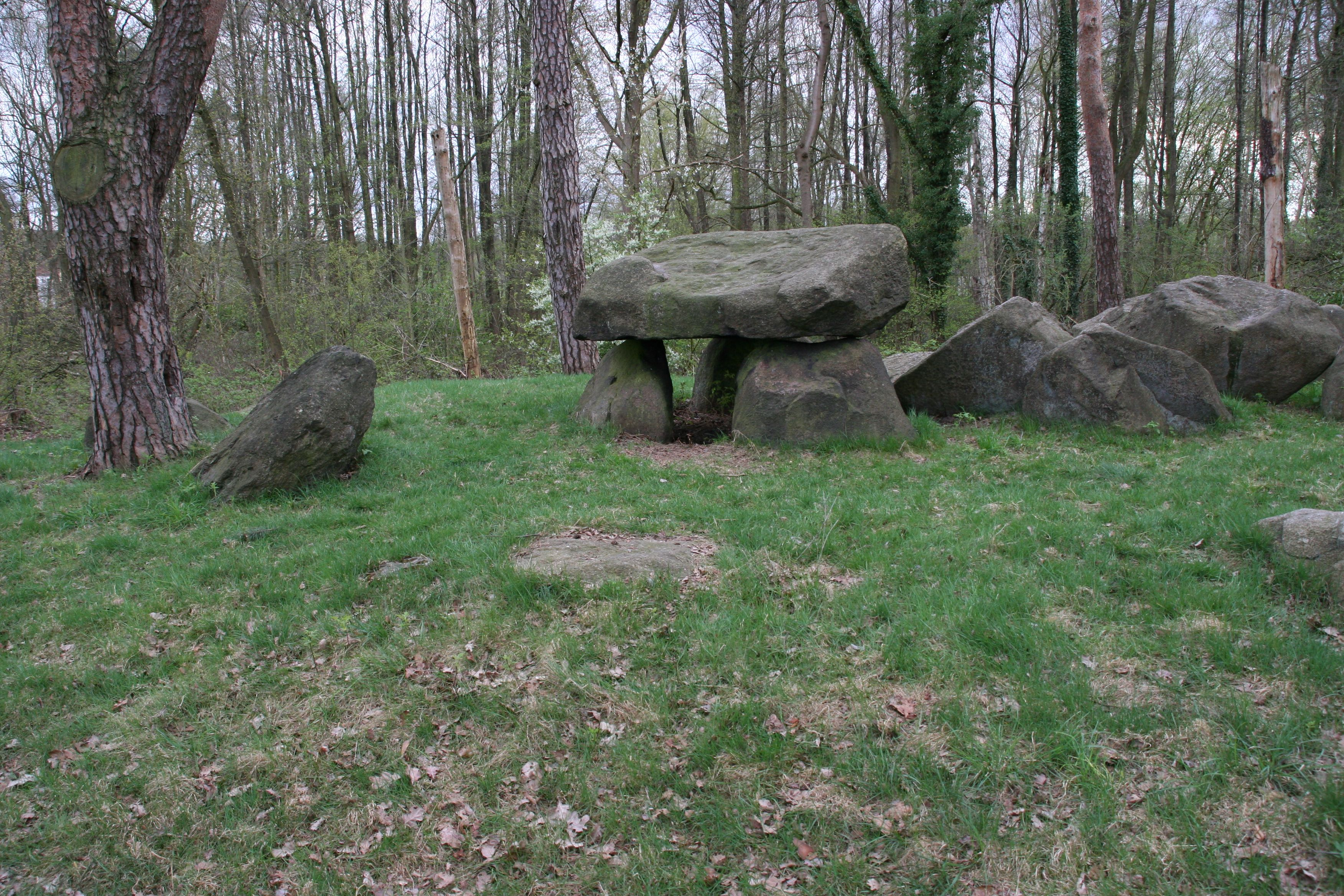
Voxtrup, Teufelssteine – Teil der Straße der Megalithkultur

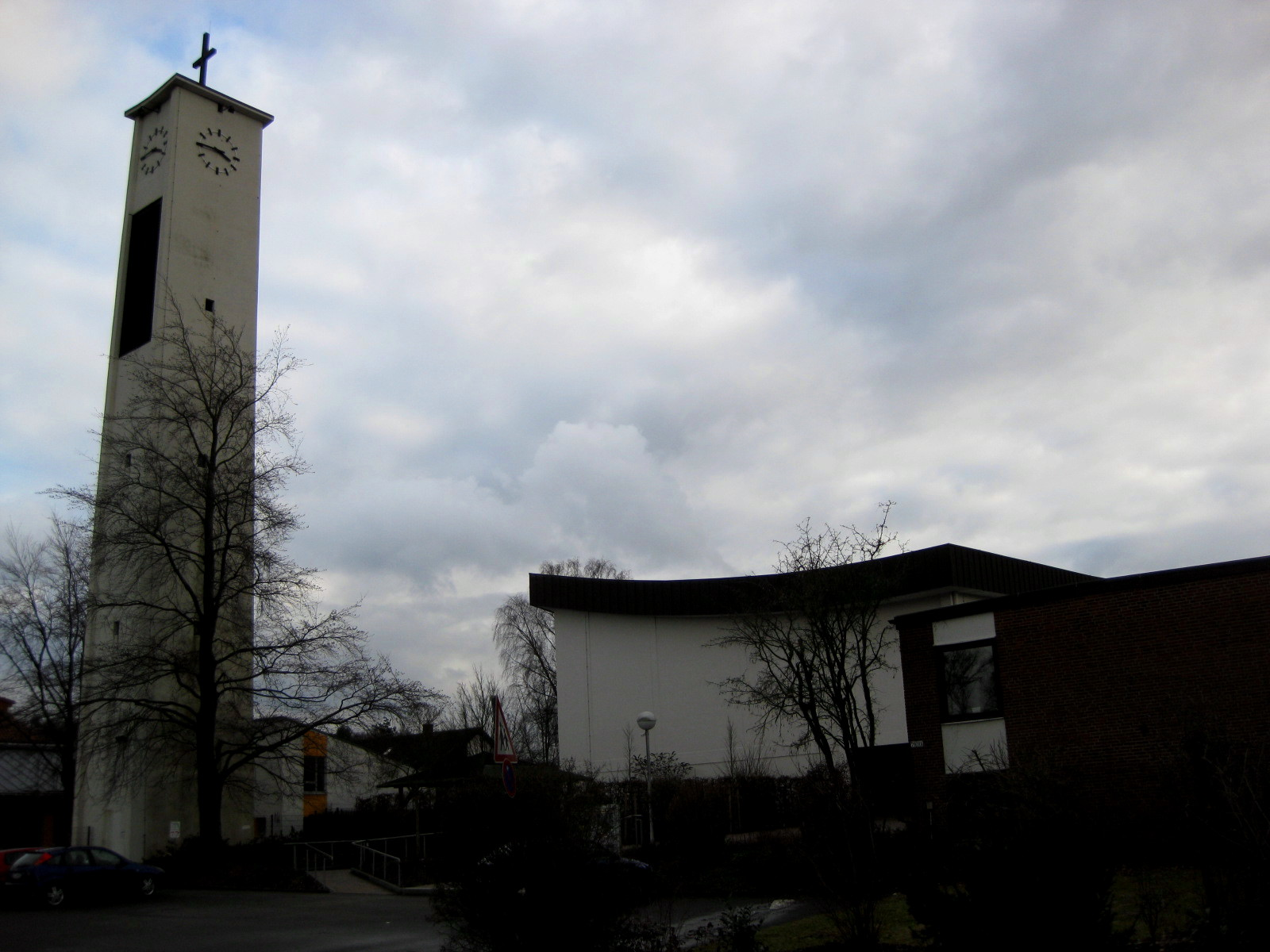
Die evangelisch-lutherische Margarethenkirche in Voxtrup

Es ist anzunehmen, dass sich im Voxtruper Raum schon in vorgeschichtlicher Zeit Ansiedlungen befanden. Von den meisten Vollerbenhöfen der Bauerschaften Düstrup, Voxtrup und Hickingen lässt sich sagen, dass sie schon lange vorhanden waren, als das sächsisch-westfälische Gebiet gegen Ende des 8. Jahrhunderts in das Fränkische Reich eingegliedert wurde. Voxtrup wurde vermutlich nach der Sippe des Fokko benannt. Ursprünglich gehörten drei bis fünf Höfe zu dieser Sippe: Arling, Hüdepohl, Werries, Brockmann und Strickmann.
Voxtrup hat seinen Ausgangspunkt in den Bauerschaftskernen Voxtrup, Molenseten, Düstrup und Hickingen. In einer Urkunde aus dem Jahre 1147 werden die vier Siedlungskerne Voxtrups zusammenhängend genannt. Wahrscheinlich sind Voxtrup, Düstrup und Hickingen sehr viel älter als ihre ersten urkundlichen Erwähnungen.
Im Jahr 1088 wurde Voxtrup erstmals urkundlich erwähnt. Die Urkunde ist allerdings nur in einer Abschrift aus dem 14. Jahrhundert vorhanden und beinhaltet einen Gerichtsschein darüber, dass der Edelherr Eberhard einen Hof in Bevern, welchen er schon dem Bischof Benno II. gegen Zahlung von drei Pfund zu Gunsten des Klosters Iburg übergeben wollte, nach dem Tode Bennos seinem Nachfolger, Bischof Markwart, für das Kloster übertragen hat. Als Ort des Gerichtstages wird Vockestorp genannt. Der Gerichtsplatz in loco Voccastorp (so in einer Urkunde aus dem Jahre 1090) befand sich vermutlich auf dem Mahlbrink im Bereich des Hofes Gelshorn (heute: Gut Waldhof).
Am 1. Juli 1972 wurde Voxtrup nach Osnabrück eingemeindet. Der nördlichste Bereich des Stadtteils entstammt der ursprünglichen Gemarkung Schinkel, wobei sich dort die Bahnstation für den Osnabrücker Stadtteil Lüstringen bis 1978 an der Bahnstrecke Osnabrück – Hannover befand.
Im Norden des Stadtteils, nördlich der Hase, liegt das Großsteingrab Teufelssteine. Wenige hundert Meter östlich wurde 2016 bei Bauarbeiten der Kupferschatz von Osnabrück gefunden, der als archäologisch sehr bedeutsam eingestuft wird. Es handelt sich dabei um eine Axt sowie drei Hals- und Brustschmuckstücke (Lunulae). Sowohl die Grabstätte, als auch der Kupferschatz stammen vermutlich aus der Jungsteinzeit und sind der Trichterbecherkultur zuzurechnen.

## Sport
Seit 1927 existiert der „VfR Voxtrup“, in dem zurzeit die Sportarten Badminton, Fußball, Basketball, Radwandern, Tennis, Tischtennis, Turnen, Volleyball und Wandern angeboten werden.

## Freiwillige Feuerwehr

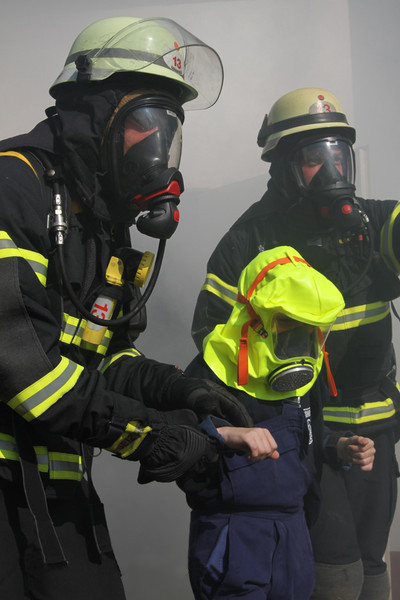
Übung der Feuerwehr Voxtrup

Bereits im Jahr 1938 wurde die Freiwillige Feuerwehr Osnabrück-Voxtrup gegründet, die ihren heutigen Standort an der Holsten-Mündruper-Straße mitten im Herzen von Voxtrup hat. Heutzutage besteht der Fuhrpark aus fünf modernen Einsatzfahrzeugen, davon drei Großfahrzeuge. Die Freiwillige Feuerwehr Voxtrup hat neben der „normalen“ Brandbekämpfung zusätzlich die Aufgabe, bei Verkehrsunfällen technische Hilfe zu leisten. Sie besetzt zusammen mit Kameraden aus Haste und Neustadt den Einsatzleitwagen ELW 2 und ist Teil des Sonderzuges Wassertransport sowie des Fachzuges Technische Hilfeleistung (Spezialisierung auf Gebäudeeinstürze, Verschüttetenrettung sowie spezieller technischer Hilfeleistung). Neben der Einsatzabteilung gibt es in Voxtrup außerdem eine Jugendfeuerwehr, die im Jahr 2008 ihr 25-jähriges Bestehen feiern konnte. Am 21. August 2010 konnte bei der Feuerwehr Voxtrup die erste Kinderfeuerwehr in Stadt und Landkreis Osnabrück ins Leben gerufen werden.